# Mistrovství Československa v lyžařském orientačním běhu 1990
19. ročník Mistrovství Československa v lyžařském orientačním běhu proběhlo v jedné individuální a jedné týmové disciplíně. 
Závody se uskutečnily netradičně až v prosinci z důvodu absolutního nedostatku sněhu během celé sezóny. Pořadatelé využili běžecký lyžařský areál Šachty u Vysokého nad Jizerou ve výšce 600-700 m n. m.

## Mistrovství ČSFR jednotlivců
| Datum závodu   | 8. 12. 1990 |  | Místo konání    | Vysoké nad Jizerou • aréna |  | Pořadatel       | OOB TJ Turnov |
| Ředitel závodu |             |  | Hlavní rozhodčí |                            |  | Stavitel tratí  |               |
| Název mapy     | Šachty-jih  |  | Web závodu      |                            |  | Výsledky závodu |               |

| Zkrácené výsledky | Zkrácené výsledky       | Zkrácené výsledky         | Zkrácené výsledky       | Zkrácené výsledky       | Zkrácené výsledky | Zkrácené výsledky       | Zkrácené výsledky                    | Zkrácené výsledky       | Zkrácené výsledky       |
| Pořadí            | H21 - muži              | H21 - muži                | H21 - muži              | H21 - muži              | Pořadí            | D21 - ženy              | D21 - ženy                           | D21 - ženy              | D21 - ženy              |
| ----------------- | ----------------------- | ------------------------- | ----------------------- | ----------------------- | ----------------- | ----------------------- | ------------------------------------ | ----------------------- | ----------------------- |
| Zlatá medaile     | Zdeněk Zuzánek          | Elitex Jablonec nad Nisou | 1:23:35                 |                         | Zlatá medaile     | Maria Paráková          | TJ Slávia Ekonóm UMB Banská Bystrica | 1:11:20                 |                         |
| Stříbrná medaile  | Jan Pecka               | VŠST Liberec              | 1:30:18                 | +6:43                   | Stříbrná medaile  | Mária Honzová           | TJ TŽ Třinec                         | 1:12:31                 | +1:11                   |
| Bronzová medaile  | Jan Janíček             | Spartak Jihlava           | 1:30:43                 | +7:08                   | Bronzová medaile  | Helena Fejfarová        | USK Praha                            | 1:13:21                 | +2:01                   |
| 4                 | Radovan Kunc            | Elitex Jablonec nad Nisou | 1:34:47                 | +11:12                  | 4                 | Dagmar Kunová           | FTVS Praha                           | 1:14:37                 | +3:17                   |
| 5                 | Arno Fišera             | Elitex Jablonec nad Nisou | 1:35:02                 | +11:27                  | 5                 | Ivana Tišerová          | VŠST Liberec                         | 1:23:22                 | +12:02                  |
| 6                 | Ivan Šmaus              | Elitex Jablonec nad Nisou | 1:42:30                 | +18:55                  | 6                 | Marie Westfálová        | VSK ČVUT Fakulta Stavební Praha      | 1:24:07                 | +12:47                  |
| 7                 | Jaromír Saska           | Elitex Jablonec nad Nisou | 1:44:49                 | +21:14                  | 7                 | Zuzana Škodová          | VŠST Liberec                         | 1:26:02                 | +14:42                  |
| 8                 | Vlastimil Uchytil       | TJ Jičín                  | 1:45:09                 | +21:34                  | 8                 | Miriam Šipošová         | TJ Slávia Ekonóm UMB Banská Bystrica | 1:26:05                 | +14:45                  |
| 9                 | Radan Kamenický         | TJ Nové Město na Moravě   | 1:45:39                 | +22:04                  | 9                 | Marcela Klapalová       | VŠTJ Ekonom Praha                    | 1:26:14                 | +14:54                  |
| 10                | Petr Mareček            | TJ Nové Město na Moravě   | 1:46:10                 | +22:35                  | 10                | Jitka Tichovská         | VSK ČVUT Fakulta Stavební Praha      | 1:26:15                 | +14:55                  |
| Pořadí            | H19 - junioři           | H19 - junioři             | H19 - junioři           | H19 - junioři           | Pořadí            | D19 - juniorky          | D19 - juniorky                       | D19 - juniorky          | D19 - juniorky          |
| Zlatá medaile     | Martin Sklenář          | VŠST Liberec              | 1:16:29                 |                         | Zlatá medaile     | Jana Cieslarová         | TJ TŽ Třinec                         | 1:08:58                 |                         |
| Stříbrná medaile  | Tomáš Honzík            | VŠZ Brno                  | 1:21:49                 | +5:20                   | Stříbrná medaile  | Markéta Novotná         | VŠST Liberec                         | 1:10:45                 | +1:47                   |
| Bronzová medaile  | Jaroslav Rygl           | VŠZ Brno                  | 1:23:50                 | +7:21                   | Bronzová medaile  | Marcela Kubatková       | TJ TŽ Třinec                         | 1:10:51                 | +1:53                   |
| Pořadí            | H17 - starší dorostenci | H17 - starší dorostenci   | H17 - starší dorostenci | H17 - starší dorostenci | Pořadí            | D17 - starší dorostenky | D17 - starší dorostenky              | D17 - starší dorostenky | D17 - starší dorostenky |
| Zlatá medaile     | Martin Zlesák           | OK Jilemnice              | 1:10:25                 |                         | Zlatá medaile     | Markéta Jónová          | OK Jilemnice                         | 56:10                   |                         |
| Stříbrná medaile  | Jan Vřešťál             | TJ Tesla Brno             | 1:11:32                 | +1:07                   | Stříbrná medaile  | Anna Podrábská          | VŠST Liberec                         | 58:43                   | +2:33                   |
| Bronzová medaile  | Petr Strejček           | TJ Tesla Brno             | 1:12:40                 | +2:15                   | Bronzová medaile  | Andrea Málková          | OOB TJ Turnov                        | 1:00:17                 | +4:07                   |
| Pořadí            | H15 - mladší dorostenci | H15 - mladší dorostenci   | H15 - mladší dorostenci | H15 - mladší dorostenci | Pořadí            | D15 - mladší dorostenky | D15 - mladší dorostenky              | D15 - mladší dorostenky | D15 - mladší dorostenky |
| Zlatá medaile     | Václav Zakouřil         | OOB TJ Turnov             | 46:29                   |                         | Zlatá medaile     | Iva Navrátilová         | RH Hradec Králové                    | 37:42                   |                         |
| Stříbrná medaile  | Jan Boudný              | Spartak Jihlava           | 46:36                   | +0:07                   | Stříbrná medaile  | Martina Mládková        | VŠST Liberec                         | 43:14                   | +5:32                   |
| Bronzová medaile  | Tomáš Zakouřil          | OOB TJ Turnov             | 55:06                   | +8:37                   | Bronzová medaile  | Eva Švandová            | SK Žabovřesky Brno                   | 43:27                   | +5:45                   |

Souhrnné informace naleznete v článku Mistrovství Československa v lyžařském orientačním běhu jednotlivců.

## Mistrovství ČSFR štafet
| Datum závodu   | 9. 12. 1990 |  | Místo konání    | Vysoké nad Jizerou • aréna |  | Pořadatel       | OOB TJ Turnov |
| Ředitel závodu |             |  | Hlavní rozhodčí |                            |  | Stavitel tratí  |               |
| Název mapy     | Šachty-jih  |  | Web závodu      |                            |  | Výsledky závodu |               |

Souhrnné informace naleznete v článku Mistrovství Československa v lyžařském orientačním běhu štafet.